# Charon Carrosseriebouw

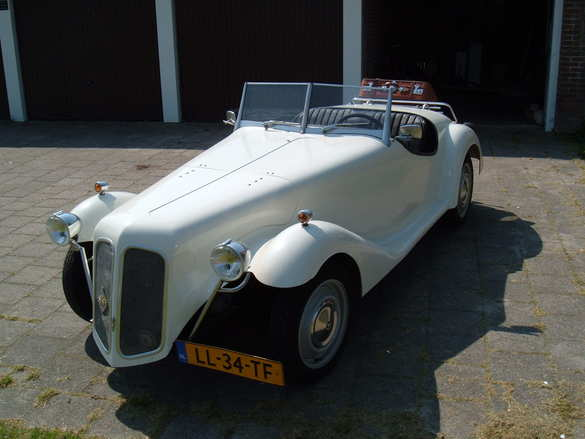
Charon

Charon Carrosseriebouw war ein niederländischer Hersteller von Automobilen.

## Unternehmensgeschichte
C. und Onno van Wijk gründeten das Unternehmen in Maasdam. Sie begannen 1985 mit der Produktion von Automobilen. Laut zweier Quellen endete 2009 die Produktion, laut einer dritten 2015. Die letzte im Internetarchiv gespeicherte Version der Internetseite des Unternehmens mit sinnvollem Inhalt stammt vom 4. Oktober 2016.

## Automobile
Das einzige Modell war ein Kit Car auf dem Fahrgestell des Citroën 2 CV. Das Modell war sowohl fertig montiert als auch als Kit erhältlich. Das offene Fahrzeug bot Platz für zwei Personen. Laut einer Quelle wurden 25 Exemplare gebaut.